# Куріца
Куріца (рум. Curița) — село у повіті Бакеу в Румунії. Входить до складу комуни Кашин.
Село розташоване на відстані 200 км на північ від Бухареста, 45 км на південь від Бакеу, 126 км на південний захід від Ясс, 133 км на північний захід від Галаца, 103 км на північний схід від Брашова.

## Населення
За даними перепису населення 2002 року у селі проживали 873 особи, з них 871 особа (99,8%) румунів. Рідною мовою 871 особа (99,8%) назвала румунську.